# Ed vs The Osther
Ed vs The Osther (Ed Contra la Ostra). Después de Dollars And Senseless Violence en Brandy & Mr Whiskers viene este pequeño corto.

## Argumento
Pequeño episodio después de Dollars And Senseless Violence, Ed trata de abrir una ostra pero termina ganándole ella después de que Ed la taladra la corta y la pisa. termina llorando "Usted Gana, Usted Gana".

Ausentes:Brandy y el Señor Bigotes